# مارک گلدبلت
مارک گلدبلت ( به انگلیسی Mark Goldblatt ) تدوینگر و کارگردان امریکایی است . او با تدوین فیلم پیرانا (فیلم) وارد سینما شد و در سال ۱۹۸۹ و پس از ساخت فیلم هت دد، برای دومین بار ( و تا به امروز آخرین بار) در مقام کارگردان، مجازاتگر (فیلم ۱۹۸۹) را ساخت . گلدبلت با وجود اینکه تنها دو فیلم را کارگردانی کرده‌است، به خاطر تدوین آثار مهم (اکثراً در ژانر اکشن) مشهور است .

## فیلمهای مهم
در مقام تدوینگر
پیرانا (فیلم)
نینجا وارد می‌شود
نابودگر
کوماندو
رمبو: اولین خون قسمت دوم
غارتگر ۲
نابودگر ۲: روز داوری
دروغهای حقیقی
کمپانی بد
پسران بد ۲
جنگیر: آغاز
سه ایکس ۲
مردان ایکس: آخرین ایستادگی
جی-فورس (فیلم)
مرد گرگ نما
خیزش سیاره میمون ها
در مقام کارگردان
مجازاتگر (فیلم ۱۹۸۹)